# Edite Fernandes
Edite Fernandes   (Vila do Conde, 10 d'octubre de 1979) és una davantera de futbol internacional des del 1997 per Portugal, amb la qual assolí les 125 internacionalitats al 2016. Ha jugat a les lligues de Portugal, Espanya, Noruega, la Xina i els Estats Units.

## Trajectòria
| Temporades          | Club                             | Títols             | Selecció (fases finals) |
| ------------------- | -------------------------------- | ------------------ | ----------------------- |
| 96/97 - 97/98       | Boavista FC                      | 1 Lliga            |                         |
| 98/99 - 02/03 00/01 | SU 1r. de Dezembro Team Beijing  | 3 Lligues 0        |                         |
| 03/04               | ADP Nuestra Señora de la Antigua |                    |                         |
| 04/05 - 05/06       | Estudiantes Huelva               |                    |                         |
| 05/06 - 07/08       | SU 1r. de Dezembro               | 3 Lligues, 3 Copes |                         |
| 08/09               | Prainsa Saragossa                |                    |                         |
| 09/10               | Atlético de Madrid               |                    |                         |
| 2010                | FK Donn                          |                    |                         |
| 2011 - 2012         | Santa Clarita Blue Heat          |                    |                         |
| 12/13 - 15/16       | Valadares Gaia                   |                    |                         |
| 16/17 - act.        | Sporting Braga                   |                    |                         |